# Jaltomata propinqua
Jaltomata propinqua är en potatisväxtart som först beskrevs av John Miers, och fick sitt nu gällande namn av T. Mione och M. Nee. Jaltomata propinqua ingår i släktet jaltomator, och familjen potatisväxter. Inga underarter finns listade i Catalogue of Life.